# District Bacău (interbellum)
Het district Bacău was een district van het koninkrijk Roemenië of Groot-Roemenië. De hoofdstad van het district was Bacău.

## Ligging
Bacău lag in het midden van het koninkrijk, in de regio Moldavië. Dit district lag ongeveer in het gebied dat nu het district Bacău is. Bacău grensde in het westen aan Trei-Scaune en Ciuc, in het noorden aan Neamț en Roman en in het oosten aan Tutova en Tecuci en in het zuiden aan Putna.

## Bestuurlijke indeling
Het district Bacău was weer onderverdeeld in vijf bestuurlijke gebieden (plăși): Plasa Bistrița, Plasa Muntele, Plasa Oituz, Plasa Siret en Plasa Tazlău. Later werd ook Plasa Traian gecreëerd.

## Bevolking
Volgens cijfers uit 1930 had het district in dat jaar 260.781 inwoners, waarvan 88,6% Roemenen, 5,3% Joden, 3,3% Hongaren en enzovoorts waren. Van deze mensen was 75,8% Roemeens-orthodox, 18,1% was rooms-katholiek, 5,5% was mozaïek, enzovoort.

### Urbanisatie
In 1930 woonden 50.342 mensen in de steden van Bacău. Van dezen waren 70,1% Roemenen, 23,9% Joden, 2,2% Hongaren, enzovoorts. Van de mensen in de steden waren 64,9% Roemeens-orthodox, 24,4% mozaïeken, 9,3% rooms-katholiek, enzovoorts.
Alba · Arad · Argeș · Bacău · Baia · Bălți · Bihor · Botoșani · Brăila · Brașov · Buzău · Cahul · Caliacra · Câmpulung · Caraș · Cernăuți · Cetatea-Albă · Ciuc · Cluj · Constanța · Covurlui · Dâmbovița · Dolj · Dorohoi · Durostor · Făgăraș · Fălciu · Gorj · Hotin · Hunedoara · Ialomița · Iași · Ilfov · Ismail · Lăpușna · Maramureș · Mehedinți · Mureș · Muscel · Năsăud · Neamț · Odorhei · Olt · Orhei · Prahova · Putna · Rădăuți · Râmnicu-Sărat · Roman · Romanați · Sălaj · Satu-Mare · Severin · Sibiu · Someș · Soroca · Storojineț · Suceava · Târnava-Mare · Târnava-Mică · Tecuci · Teleorman · Tighina · Timiș-Torontal · Trei-Scaune · Tulcea · Turda · Tutova · Vâlcea · Vaslui · Vlașca